# UNPOL
 (août 2024).
Les missions UNPOL (police civile des Nations unies) sont apparues dans les années 1960. Depuis les années 1990, elles participent aux « missions de consolidation de la paix après les conflits » définies dans l'agenda pour la paix de 1992 et 1995 du secrétaire général des Nations unies.

## Fonctions
Placées sous mandat de l'ONU et sous la responsabilité du secrétaire général des Nations unies, ces missions ont vocation à travailler en parallèle avec des missions militaire de maintien ou de rétablissement de la paix, ou à leur succéder dans le cadre de processus de reconstruction de l'État (en anglais peacebuilding). Elles participent notamment à la reconstruction du système policier et judiciaire, à assurer la sécurité des personnes et à garantir l'effectivité des lois.

## La rupture de la crise du Kosovo
Jusqu'à la guerre du Kosovo (1999), les missions CIVPOL étaient fondées sur le triptyque « Contrôle-Conseil-Formation » : contrôle des actes des forces de police locales ; assistance et conseil à ces forces ; et formation de base. Le Groupe international de police (GIP) établi en Bosnie-Herzégovine et mandaté par la résolution 1035 du Conseil de sécurité n'avait ainsi qu'une mission d'assistance : ses agents ne pouvaient agir d'eux-mêmes ou interpeller des suspects. La résolution 1244 de 1999 marque ainsi un nouvel aspect dans les missions CIVPOL, en octroyant explicitement à la Mission d'administration intérimaire des Nations unies au Kosovo (MINUK) un pouvoir direct de maintien de l'ordre.